# 戸井田奈都子
戸井田 奈都子（といた なつこ、1985年11月26日 - ）は、女優・ダンサー。東京都出身。身長164cm。

## 出演

### 映画
- 夢の音（2019年、吉祥寺ココマルシアター上映） - マリエ役

### テレビ
- 野ブタ。をプロデュース（2005年、日本テレビ） - 女子バスケ部員役
- 花より男子（2005年、TBS） - ヘアメイク役
- ブラマヨ衝撃ファイル 世界のコワ〜イ女たち（2013年、TBS） - 中国人役
- 全身編集長〜文豪から学ぶオトコの生き方〜（2013年、NHK-BS2） - ホステス役
- ご対面バラエティー 7時にあいましょう（2016年　TBS） - スタイリスト役
- たけしの健康エンターテインメント!みんなの家庭の医学（2016年、テレビ朝日） - 介護士役
- 総合診療医ドクターG（2016年、NHK） - 看護師・森村役
- ニンゲン観察バラエティ モニタリング（2016年～2018年、TBS）
- Together～だれにも言えないこと～（2019年～、BS-TBS）-再現ドラマ

### 舞台
- 感染るんです（2006年） - はるか役
- エグジスタンス（2009年12月5日-12月7日、 FREE(S)プロデュース公演） - Kei役
- どん底幕末伝（2010年7月、笹塚ファクトリー+クオーレプロデュース公演） - おなす役
- ショートミュージカル『白雪姫と7人の小人』（2011年4月2日-4月3日、TAO grimm's theater公演）[1]
- 弐桃伝（2014年6月23日-6月29日、ストーリーダンスグループTAO公演） - キンメ役[2]
- リターナルメモリーズ（2015年8月21日-8月23日、劇団1980公演） - 美奈子役[3]
- オペラ『セビリアの理髪師』（2016年11月27日・12月1日・12月4日・12月7日・12月10日、新国立劇場公演）
- 透ける躯体（東京笹塚ボーイズ×Breath佐野弘樹2019年9月4日-9月8日 北千住BUoY）-坂巻役

### CM
- みつばち保険グループ　『一生守る』篇（2014年）
- 富士紡（2016年）
- Peugeot　体感試乗キャンペーン（2016年）
- 月桂冠『月』(2017年)

### VP
- 東芝（2013年）
- 第一三共（2016年）
- マックスファクター『SK-II』（2016年）
- トッパン・フォームズ（2016年）
- みなまきみらいプロジェクト（2016年）

### ダンサー
- GLAY　東京ドーム公演（2005年） - バックダンサー
- コロッケ　東京国際フォーラム公演（2005年） - バックダンサー
- D-51『NO MORE CRY』（2006年、NHK紅白歌合戦） - バックダンサー
- 藤木直人　日本武道館公演（2006年） - バックダンサー
- サザンオールスターズ　ミュージックステーション（2006年）
- 北島三郎『まつり』（2006年、NHK紅白歌合戦） - バックダンサー
- 山村響 『Take Over You』MVダンサー（2019年）
- 山村響  バースデーlive　バックダンサー（2019年）
- 東京2020オリンピック・パラリンピック競技大会 １年前記念イベント応援プロググラム「Festival d‘été ODAIBA 2019」-TAO ダンサー出演

### WEB
- an - モデル
- Urban Myth『十三階段』（インターネット配信映画） - ひろみ役
- キューティーチャンネル - モデル
- セーブペットプロジェクト『あなたのアクションで救える命がある』
- 神奈中ホールディングス（広告）
- コカ・コーラ　いろはす桃　突撃取材Vol1卒業(2018年)

### その他
- PV　関ジャニ∞LIVE
- DVD　日経DVD『リーダーシップ編』 - 村下範子役
- カンロHP内 会社紹介動画
- 『先生ありがとう』事業PR動画
- 目［mé］非常にはっきりとわからない展　スケーパー(2019年)
- BEAUTY JAPAN TOKYO 2020ファイナリスト